# Orchestra da Camera Norvegese
Det Norske Kammerorkester o Orchestra da Camera Norvegese è un'orchestra da camera, fondata nel 1977, con sede a Oslo.

## Storia
L'orchestra fu fondata dal violinista Bjarne Fiskum, che ebbe l'idea di un corso estivo per giovani talenti d'archi nell'estate del 1975. Dalla sua fondazione l'orchestra ha registrato circa 20 album ed ha compiuto numerose tournée in Norvegia, Europa, Asia e Stati Uniti. L'orchestra dal 1995 ha tenuto Oslo Vinternattsfestival ogni anno. Con un totale di sei Spellemannprisen, tra cui This years Spellemann nel 1988, l'orchestra è uno degli artisti di maggior successo a prescindere dal genere.
Terje Tønnesen è stato direttore artistico dell'orchestra sin dal suo inizio. Iona Brown è stata direttore artistico dell'orchestra dal 1981 al 2001, posizione che ha condiviso con Tønnesen. Dal 2002, inoltre, Leif Ove Andsnes è stato il direttore ospite principale dell'orchestra. Dal 2009 la violinista Isabelle van Keulen è stata associata all'orchestra come direttore artistico giustapposta a Terje Tønnesen.
La Norwegian Chamber Orchestra è un'orchestra di progetti in cui i musicisti dell'orchestra variano da progetto a progetto. L'orchestra si propone di riunire i migliori musicisti norvegesi per ogni progetto, prendendo i musicisti di diverse orchestre norvegesi focalizzandosi sui musicisti dell'Orchestra Filarmonica di Oslo, ma con un ampio utilizzo di musicisti freelance. L'orchestra cerca anche di portare a casa i musicisti norvegesi che lavorano all'estero per molti dei suoi progetti. Tuttavia c'è sempre un nucleo di membri che stanno aiutando a mantenere la continuità dell'orchestra.
L'orchestra produce 30-40 concerti all'anno e ha una serie separata a Oslo. Inoltre l'orchestra va in tournée separate in Norvegia, oltre a visitare numerosi festival in tutto il paese. L'orchestra non ha una sede permanente per concerti, ma esegue i suoi concerti ad Oslo, sia alla Den Norske Opera, che alla Oslo Concert Hall, che alla Gamle Logen e in un certo numero di chiese. L'orchestra ha avuto per molti anni la Sala Universitaria di Oslo come arena principale e quando questa aprirà di nuovo nel 2011, continuerà ad eseguire molti dei suoi concerti lì.
L'orchestra è finanziata con sovvenzioni dal governo norvegese e da Oslo. Il supporto pubblico è di circa il 50% del finanziamento. Altre entrate provengono dalla vendita di biglietti, dalle vendite di concerti e dai ricavi della sponsorizzazione.

## Premi e onorificenze
- 1983: Premio Grieg
- 1988: Borsa di studio per il lancio internazionale del Kassettavgiftsfondet dell'importo di 500 000 corone norvegesi
- 1988: Spellemannprisen come Spellemann dell'anno
- 1988: Spellemannprisen 1988 nella classe Musica classica/contemporanea per Britten/Mozart/Tchaikovsky
- 1992: Spellemannprisen nella classe musica orchestrale per Joseph Haydn: Cellokonserter (con Truls Mørk come solista e direttore d'orchestra: Iona Brown))
- 1996: Spellemannprisen nella classe Musica per orchestra per Grieg e Nielsen: musica per orchestra d'archi  (direttore: Iona Brown)
- 1999: Spellemannprisen nella classe Musica contemporanea per Rolf Wallin: Boyl (con la Oslo Philharmonic Orchestra e la Oslo Sinfonietta)
- 2000: Premio per il concerto di Gramophone per "Haydn: Concerto per pianoforte n. 3, 4 e 11" (con Leif Ove Andsnes come leader e solista)
- 2000: Spellemannprisen nella classe Musica classica/contemporanea per Haydn: Concerto per pianoforte n. 3, 4 e 11 (con Leif Ove Andsnes come direttore e solista)

## Discografia
- 2000: Haydn: Piano Concertos Nos. 3, 4 & 11 (EMI Classics), con Leif Ove Andsnes come direttore d'orchestra e solista
- 2004: Mozart: Piano Concertos 9 & 18 (EMI Classics), con Leif Ove Andsnes come direttore d'orchestra e soloist
- 2005: Haydn: Violin Concertos • Cello Concertos (Virgin Classics), con Christian Tetzlaff, Truls Mørk & Northern Sinfonia, direttore: Heinrich Schiff & Iona Brown
- 2007: Haydn*, Albinoni, Neruda, Hummel: Trumpet Concertos (Simax Classics), con Tine Thing Helseth
- 2008: Village Variations (Jaro Medien), con il Moscow Art Trio
- 2008: Mozart: Piano Concertos 17 & 20 (EMI Classics), con Leif Ove Andsnes come direttore d'orchestra e solista
- 2013: Nordic Spring (Simax Classics)[2]